# Anatolski ovčar
Anatoljski ovčar (Sivas kangal, lahko tudi Karabaš), je turški pastirski pes. Je inteligenten, uravnovešen, pogumen in po naravi napadalen pes.

## Splošen opis
Anatolski ovčar je visok in mišičast pes. Njegov trup je precej dolg, zadnji del je močnejši od sprednjega. Noge ima dolge in ravne. Njegova plečna višina meri pri psu od 74 do 81 cm, pri psici pa od 71 do 79 cm. Teža anatolskega ovčarja pri psu je od 50 do 64 kg, pri psici pa od 41 do 59 kg. Ima kratko in gosto dlako, ki je smetanaste barve. Glava je široka in močna, na njej pa je kvadraten dolg gobec ter črn ali rjav smrček. Vrat je debel, močan in mišičast. Ima majhne oči, ki so rumene ali rjave barve. Njegovi uhlji so trikotni, na koncu malo zaokroženi in povešeni. V Turčiji jim uhlje skrajšajo. Njegov rep sega do sklepa na nogi in je zavit. Med hojo ga nosi pokonci. Živi od 10 do 16 let.

## Zgodovina pasme
Pasma anatolski ovčar je odkritje zahoda in ga je priznala organizacija FCI šele leta 1989. Prej se je pes imenoval Karabaš (kara - črna barva, bos - glava). Domovina psa je Turčija, natančneje pokrajina Anatolija. Prišlo je do krize v Anatoliji in veliko ljudi se je začelo seliti, z njimi tudi Karabaši. Središče njihove vzreje ja kasneje postala dežela Sivas. Približno 60 let nazaj pa ga je plemiška družina Kangal, ki je bila vzrediteljica konj, ovc in psov poimenovala po svojem priimku - Kangal. Nekaj let pozneje so nastali tudi državni programi za vzrejo psov in leta 1965 so prvi par Kangalov izvozili v Anglijo in leta 1968 v ZDA. Od tam so se selili na vse kontinente. Anatolski ovčar je odkritje zahoda in ni nujno, da je čistokrvni Karabaš.

## Domače okolje in nega
Anatolski ovčar potrebuje velik ograjen vrt, saj potrebuje veliko gibanja. Rad ima gibanje v naravi, zato življenje v stanovanju zanj ni primerno. Vsak dan ga je potrebno vsaj dvakrat najbolje pa trikrat peljati na dolg sprehod. Anatolski ovčar ne potrebuje veliko zunanje nege, saj je prilagojen na življenje v naravi. Ni dobro da ga kopamo, ker mu to zmanjšuje odpornost. Prav tako ga ne motita vročina in mraz. Primeren lastnik za to pasmo je tisti, ki ima nekaj kinološkega znanja, da ne uporablja napačnih metod vzgoje.

## Vzgoja in vedenje
Anatolski ovčar je zelo inteligenten, samozavesten in neodvisen pes. Pri vzgoji je potrebno zgodnje vključevanje v družbo in jasno postavljanje meja v poslušnost. Potrebno se je izogibati pretirano trdih in agresivnih prijemov, saj sta prijaznost in zaupanje veliko bolj učinkovita. Ima močan lovski nagon. V svoji domovini je večkrat odvisen od samopreskrbe a se nikoli ne oddalji od svoje črede. Pes je po naravi čist in je skoraj brez pasjega vonja. V Turčiji preživijo le močnejše in bolj odporne živali, zato nima nobenih dednih bolezni. Anatolski ovčar je miren in potrpežljiv do ljudi in otrok, do drugih psov so psi zelo prevladujoči, psice pa so veliko bolj prilagodljive z drugimi psi. Živali, ki jih spozna v svoji mladosti, vzame za svoje in jih čuva.

## Prehranjevanje
Anatolski ovčar se v naših krajih prehranjuje s pasjimi briketi, v svoji domovini pa so večkrat odvisni od samopreskrbe. Mladiči jedo drugačno hrano kot odrasli, saj potrebujejo več vitaminov za rast. Ta pasma potrebuje več vitaminov, saj je večja pasma in mora zrasti hitreje kot nekatere druge pasme. Mladiči jedo tri obroke na dan, koliko gramov pa je odvisno od teže psa. Odrasli psi jedo dva obroka na dan. Včasih je veljalo pravilo, da naj bi jedli enkrat na dan a je bolje če hrano porazdelimo. Tudi pri odraslih psih je količina hrane odvisna od teže psa. Anatolski ovčar kot vsi psi ne sme jesti piščančjih kosti, ker so lomljive, saj se mu lahko zataknejo v grlu in ga resno poškodujejo. Na splošno pa ne sme jesti gob in krompirja ter vseh ostalih živil, ki so za pse škodljiva (npr. čokolade).